# Ölmanäs
Ölmanäs is een plaats in de Zweedse gemeente Kungsbacka in de provincie Hallands län en het landschap Halland. De plaats heeft 787 inwoners (2005) en een oppervlakte van 92 hectare.